# NGC 3035
NGC 3035 este o seyfert 1 galaxy⁠(d) situată în constelația Sextantul. A fost descoperită în 5 martie 1880 de către Édouard Stephan⁠(d). Se află la o distanță de 63,57 de megaparseci de Pământ.